# スティーブ・アーチボルド
- スティーブ・アーチボルド
- スティーヴ・アーチボルド
- スティーブ・アーチボールド
- スティーヴ・アーチボールド
- スティーブ・アーチボルト
- スティーヴ・アーチボルト
- スティーブン・アーチボルド
- スティーヴン・アーチボルド
- スティーブン・アーチボールド
- スティーヴン・アーチボールド

スティーブン・アーチボルド（Steven Archibald、1956年9月27日 - ）は、スコットランド・グラスゴー出身の元サッカー選手。ポジションはFW。

## クラブ経歴

### トッテナム時代
1979-80シーズンにアバディーンFCの25年ぶりの優勝に貢献すると1980年にトッテナム・ホットスパーFCに80万ポンドで移籍。移籍初年度にリーグ得点王に輝く活躍を見せると、FAカップの優勝にも貢献した。その後も翌1981-82シーズンのFAカップ連覇、1983-84シーズンのUEFAカップ優勝に貢献。キース・バーキンショー監督の下でガース・クルックスやマーク・ファルコと共に2トップを形成し、印象的な活躍を見せた。

### バルセロナ時代
1984年にテリー・ヴェナブルズが指揮するFCバルセロナに115万ポンドの移籍金で加入。移籍初年度にチーム内得点王の活躍で11年ぶりとなるプリメーラ・ディビシオン制覇に貢献。翌1985-86シーズンにはUEFAチャンピオンズカップ決勝進出に貢献。しかし決勝ではステアウア・ブカレストに敗れた。1986-87シーズンにチームはマーク・ヒューズとゲーリー・リネカーを獲得するとベルント・シュスターと共に外国人の登録枠から外れ、翌1987-88シーズンには出場機会を求め、ブラックバーン・ローヴァーズFCへとローンで加入した。

### その後
1988年にハイバーニアンFCに移籍すると初年度に16点を記録。1990年にRCDエスパニョールへ移籍し、スペインのチームに再び所属する。その後はスコットランドとイングランドのチームに幾つか所属し、1996年に現役を引退した。

## 代表経歴
1980年にサッカースコットランド代表に初招集。1982 FIFAワールドカップと1986 FIFAワールドカップに出場した。
2009年11月15日、スコットランドのサッカー殿堂入りを果たした。

## タイトル

### クラブ(現役)
アバディーン
- リーグ:1979-80

トッテナム
- FAカップ:1980-81,1981-82
- チャリティ・シールド:1981
- UEFAカップ:1983-84

バルセロナ
- ラ・リーガ:1984-85

### 個人
トッテナム
- リーグ得点王:1980-81

### クラブ(指導者)
エアドリーオニアンズ
- スコティッシュチャレンジカップ:2000-01